# Patient X
«Patient X» es el decimotercer episodio de la quinta temporada de la serie de televisión estadounidense de ciencia ficción The X-Files. Fue escrito por el creador de la serie Chris Carter y Frank Spotnitz, dirigido por Kim Manners y transmitida en los Estados Unidos el 1 de marzo de 1998 por la cadena Fox. El episodio obtuvo una calificación Nielsen de 12,6 y fue visto por 20,21 millones de personas en su transmisión inicial. El episodio recibió críticas moderadamente positivas de los críticos.
El programa se centra en los agentes especiales del FBI Fox Mulder (David Duchovny) y Dana Scully (Gillian Anderson) que trabajan en casos relacionados con lo paranormal, llamados expedientes X. Mulder cree en lo paranormal, mientras que la escéptica Scully ha sido asignada para desacreditar su trabajo. En este episodio, mientras una raza de rebeldes extraterrestres ataca en secreto a varios grupos de antiguos abducidos extraterrestres, los agentes conocen a Cassandra Spender (Veronica Cartwright), una mujer que afirma ser abducida múltiple y quiere transmitir un mensaje positivo sobre los extraterrestres. El agente Mulder, ahora escéptico sobre la actividad extraterrestre, se perturba cuando la agente Scully forma un vínculo especial con la mujer.
«Patient X» fue un hito en la historia de la serie. Introdujo varios personajes recurrentes nuevos para la serie. Fue el primer episodio que presentó a Chris Owens como Jeffrey Spender y Veronica Cartwright como Cassandra Spender. Es la primera de una historia de dos partes que concluye con el siguiente episodio, «The Red and the Black».

## Argumento
En Kazajistán, dos chicos ven caer del cielo un objeto desconocido. Segundos después, ven a un hombre siendo quemado vivo, y uno de los chicos es asesinado por un rebelde extraterrestre al que le cosieron los ojos y la boca. Al día siguiente, Marita Covarrubias (Laurie Holden) dirige una investigación sobre las fuerzas de paz de la ONU en la zona. Se encuentra con Alex Krycek (Nicholas Lea), que ha atrapado a Dimitri, el otro chico kazajo. Krycek le dice a Marita que les diga a sus superiores que «todo se va al demonio».
Mientras tanto, Fox Mulder (David Duchovny) asiste a una conferencia en el MIT, donde se presenta el testimonio de Cassandra Spender (Veronica Cartwright), una abducida por extraterrestres. Mulder argumenta en contra de otros miembros de la conferencia sobre la existencia de vida extraterrestre, afirmando que es una mentira creada para encubrir un programa de experimentación médica en civiles a cargo del complejo industrial militar. Cuando termina la conferencia, Mulder se encuentra con el Dr. Heitz Werber, quien se sorprende al ver que Mulder ha perdido su creencia en la vida extraterrestre desde la última vez que se vieron. Werber le dice a Mulder que él es el médico de Cassandra y le pide que la visite.
Mientras tanto, Krycek, que ha golpeado a Dmitri para que le diga lo que vio, ordena a sus colegas rusos que lo infecten con el aceite negro. De vuelta en los Estados Unidos, Werber le presenta a Mulder a Cassandra, que está en silla de ruedas, quien lo considera un héroe para ella. Ella afirma que los extraterrestres están en un estado de agitación y que ellos la abducirán nuevamente. Mulder le dice a Cassandra que no puede hacer nada por ella y se va.
En Rusia, Krycek, en contra de las órdenes de sus superiores, secuestra al infectado Dmitri y huye a los EE. UU., cosiéndole los ojos, la nariz y la boca del chico para evitar que el aceite negro salga de su cuerpo. En la sede del FBI, Dana Scully (Gillian Anderson) conoce al agente Jeffrey Spender (Chris Owens), el hijo de Cassandra, quien teme el daño a su reputación si sus colegas se enteran de lo de su madre. Él le dice a Scully que mantenga a Mulder alejado de ella.
Marita informa al Sindicato, que esperaba la colonización en una fecha muy posterior. Krycek ofrece a Dmitri al Sindicato a cambio de toda su investigación sobre una vacuna. Mientras tanto, Scully habla con Mulder sobre su encuentro con Cassandra. Se da cuenta de que tiene mucho en común con Cassandra, incluido que la abdujeron en Skyland Mountain y que le insertaron un implante en la base del cuello. Scully visita a Cassandra, quien inmediatamente se da cuenta de que es otra abducida. Scully le dice que no se quite el implante. Cassandra le asegura a Scully que nunca lo hará, ya que espera que la abduzcan nuevamente.
Un grupo de abducidos se encuentran en Skyland Mountain y son quemados vivos por más rebeldes sin rostro. Scully y Mulder visitan la escena, y Mulder continúa siendo muy escéptico sobre cualquier participación extraterrestre. El Sindicato está conmocionado por la masacre. Mulder y Scully visitan nuevamente a Cassandra, quien conocía a muchas de las personas que murieron. Se encuentran con Spender, quien está molesto por la visita a su madre. Krycek se encuentra con Marita y se revela que son amantes en secreto, conspirando contra el Sindicato. Cuando Krycek regresa a la celda donde se encuentra recluido Dmitri, descubre que él se ha ido y el Hombre de las uñas perfectas está allí en su lugar.
Mulder descubre que las víctimas del ataque tenían implantes en el cuello y todos afirmaron ser abducidos. Él cree que fueron conducidos allí por los militares, no por extraterrestres. Mulder es llamado por Marita, quien secuestró a Dmitri. Dmitri se quita los puntos de los ojos, lo que hace que Marita se infecte con el aceite negro. Mulder llama a Cassandra en busca de Scully, pero Jeffrey responde y revela que Cassandra se ha ido. En ese momento, Cassandra está con un grupo de abducidos, incluidos Scully y Dmitri, en la presa Ruskin, llevados allí por el asesino del Sindicato Quiet Willy. Los abducidos ven aparecer un ovni en el cielo. De repente, se escuchan gritos cuando se prende fuego a un hombre y llegan dos extraterrestres sin rostro.

## Producción

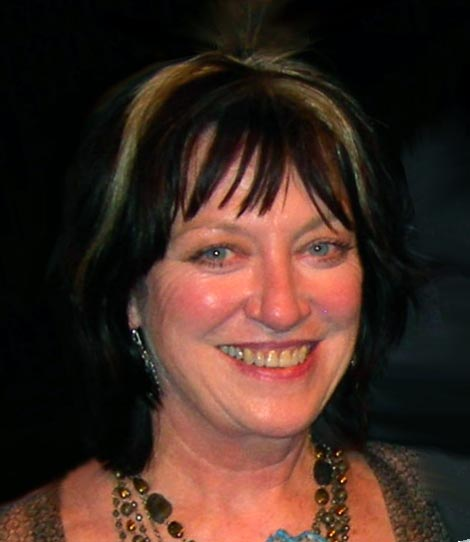
La actuación de Veronica Cartwright en el episodio fue elogiada por la crítica y resultó en una nominación al Emmy.

### Reparto
Este episodio marca la primera aparición de Chris Owens como Jeffrey Spender. Owens apareció previamente en episodios anteriores, siendo el primero «Musings of a Cigarette Smoking Man», en el que interpretó a la versión más joven del fumador. Más tarde, Owens repitió este papel en el episodio «Demons». Durante la quinta temporada de la serie, Owen interpretó The Great Mutato en «The Post-Modern Prometheus». Después de su paso por The X-Files, Owens intentó conseguir un trabajo como mesero en Vancouver, pero fue en vano. Sin embargo, un día se encontró con el creador de la serie, Chris Carter, en un bar, quien con humor le dijo: «No sabía que aquí servían tipos con dos caras», una referencia a su interpretación de The Great Mutato. Carter explicó que David Duchovny había «tomado nota cuidadosamente» de las habilidades de actuación de Owens y le pidió que regresara a la serie de alguna manera. Siguiendo el consejo de Duchovny, Carter creó el papel de Jeffrey Spender solo para él.
«Patient X» también presentó al personaje recurrente de Cassandra Spender, interpretado por Veronica Cartwright. Rick Millikan, el director de reparto de la serie, estaba muy complacido con la actuación de Cartwright y señaló: «Tiene una voz que agrega un poco de algo espeluznante y un poco de misterio que pensé que funcionó muy bien. Era simplemente la persona perfecta de X-Files».
Debido a que el guion requería que aparecieran varios personajes rusos, los cazatalentos del programa contrataron a varios expatriados rusos que vivían en el área de Vancouver, Columbia Británica. Alex Shostak Jr., un inmigrante ucraniano adolescente, fue seleccionado para interpretar a Dmitri. Trabajaba de 12 a 14 horas al día, gran parte de las cuales las dedicaba a aplicar el elaborado efecto de maquillaje que daba la apariencia de que le habían cosido los ojos y la boca. Durante el rodaje, estuvo «literalmente» ciego y fue guiado por los miembros del equipo durante la filmación de sus escenas. Cuando se trataba del diálogo, Shostak proporcionó la traducción al ruso de sus propias líneas.
Tanto Nicholas Lea como Laurie Holden tuvieron que aprender ruso para el episodio, que, según el primero, «no “tenía”». Holden y Lea trabajaron diligentemente juntos para perfeccionar su pronunciación, y Holden explicó: «Se nos ocurrieron estas formas divertidas de probarnos a nosotros mismos para saber si realmente lo habíamos logrado. Me vienen a la mente las melodías del programa, pero también recuerdo esta vez, mi entrenador de dialecto me hizo llamar a un amigo suyo ruso a su teléfono celular para ver si podía entenderme. Aprobé la prueba». «Patient X» fue el primer episodio en el que Lea fue acreditado bajo la etiqueta También protagonizado (Also starring), junto a Mitch Pileggi y William B. Davis.

### Rodaje y efectos visuales
Filmar la escena con el campamento en llamas fue «complicado», según Kim Manners, ya que el equipo de producción se vio obligado a seguir una serie de precauciones de seguridad limitantes.
Para encender los fuegos en el episodio, la tripulación hizo uso de propano. Manners quería que las tomas estuvieran lo más cerca posible del fuego, por lo que también utilizaron cámaras ignífugas. Según Manners, «Usaron una cámara de medio millón de dólares en una grúa envuelta en asbesto» y la pasaron por el fuego. Para la escena en la que los rebeldes extraterrestres incineran a la gente, el equipo de producción utilizó un truco «muy peligroso» conocido como full burn, en el que se prende fuego a una persona con la ayuda de un traje especial. En total, el doble que actuó en la escena estuvo en llamas durante unos 30 segundos, bastante tiempo para los estándares de filmación. El supervisor de efectos especiales Toby Lindala supervisó la creación de los rebeldes extraterrestres sin rostro, la mutilación de Dmitri y las víctimas incineradas de los rebeldes. Lindala también diseñó la plataforma utilizada para infectar a Dmitri con el aceite negro.
El escenario para el gulag ruso se erigió en North Shore Studios, bajo la supervisión del diseñador de producción Graeme Murray. Las escenas del barco se filmaron en un almacén en Vancouver. Al filmar la reunión del Sindicato, Manners quería que Marita Covarrubias se viera lo más fuerte posible, ya que esto marcaba la primera aparición de una mujer en la sala de reuniones del Sindicato. Dado que se produce muy poco movimiento durante estas escenas, el director trató de hacer que las cosas fueran visualmente interesantes mezclando tomas amplias con ángulos de cámara únicos.

## Recepción
«Patient X» se estrenó en los Estados Unidos en la cadena Fox el 1 de marzo de 1998. Este episodio obtuvo una calificación Nielsen de 12,6, con una participación de 19, lo que significa que aproximadamente el 12,6 por ciento de todos los hogares equipados con televisión y el 19 por ciento de los hogares que miraban televisión sintonizaron el episodio. Fue visto por 20,21 millones de espectadores. Veronica Cartwright fue nominada en la categoría «Mejor actriz invitada en una serie dramática» en los premios Emmy de 1998 por su actuación en este episodio y su continuación, «The Red and the Black». El episodio se incluyó más tarde en The X-Files Mythology, Volume 3 – Colonization, una colección de DVD que contiene episodios relacionados con los planes de los colonizadores extraterrestres para apoderarse de la tierra.
La recepción crítica del episodio fue en gran medida positiva. Television Without Pity clasificó a «Patient X» como el octavo episodio del programa que más pesadillas provocó, citando, en particular, el abuso de Dmitri. El artículo señaló que «Si The X-Files nos ha enseñado algo, es que si un G-Man nos pregunta si sabemos algo sobre algo y tontamente decimos que sí, nuestras bocas y párpados serán cosidos y nos lavarán el cerebro para matar a pedido». La crítica de The A.V. Club, Emily VanDerWerff, le dio a «Patient X» una B+, y escribió que el episodio «se siente épico, de una manera en que los episodios de la mitología lo hacen de la mejor manera». Sin embargo, VanDerWerff señaló que «el problema de romper el statu quo en una serie de televisión es que tu audiencia siempre sabrá en el fondo de su cabeza que el statu quo no está realmente roto». Ella razonó que la audiencia nunca creyó completamente que «Mulder podría perder su creencia en la conspiración extraterrestre que lo consume todo» o aceptar la idea de que «Scully podría encontrarse incursionando con la creencia en [los extraterrestres]». Sin embargo, a pesar de estos contratiempos, señaló que «Patient X» fue el episodio en el que la mitología de la serie «vuelve a moverse, después de perseguir su propia cola durante gran parte de la cuarta temporada y alcanzar una especie de clímax en los episodios iniciales de la quinta temporada». Robert Shearman y Lars Pearson, en su libro Wanting to Believe: A Critical Guide to The X-Files, Millennium & The Lone Gunmen, calificaron el episodio con cuatro estrellas de cinco. Los dos describieron el tono de «Patient X» como «verdaderamente visceral», citando a los hombres sin rostro incinerando a la gente, así como la mutilación del inocente Dmitri, que estaba «en el lugar equivocado en el momento equivocado». Además, Shearman y Pearson elogiaron el episodio por «cambiar los postes de la portería» y permitir que Mulder y Scully cambiaran los roles como creyente y escéptico. Paula Vitaris de Cinefantastique le dio al episodio una crítica moderadamente positiva y le otorgó dos estrellas y media de cuatro. Vitaris elogió la premisa y la escritura del episodio. «“Patient X” es un episodio raro en el que en realidad avanza la mitología de The X-Files, con la noticia de una vacuna para combatir el aceite negro». Sin embargo, criticó la confianza del episodio en el valor del impacto, y señaló que «la cámara parece disfrutar perversamente de la muerte, el dolor y la mutilación, con el efecto angustioso de adormecer al espectador ante el horror».